# Carl Westphal (jurista)
Carl Westphal (1902 – Nuremberg, 1946) foi um jurista alemão.
Durante a época do nazismo foi durante muitos anos conselheiro ministerial do Ministério da Justiça do Reich (Reichsjustizministerium). Em 9 de outubro de 1942 participou de uma reunião que aconselhou a extradição dos chamados "anti-sociais" (identificados com o triângulo negro) para a Gestapo.
No Processo contra os juristas deveria responder acusações pelos pontos II (crime de guerra) e III (crime contra a humanidade), mas cometeu suicídio em sua cela de Nuremberg antes da abertura do julgamento. Seu caso no processo foi encerrado em seguida.